# Разія Муянович
Разія Муянович (нар. 15 квітня 1967 року) — колишня боснійська баскетболістка. Її тричі (1991, 1994 та 1995) італійський спортивний журнал La Gazzetta dello Sport обирав найкращою європейською баскетболісткою.

## Біографія
Развя Муянович народилась 15 квітня 1967 року у місті Челич, Тузланського кантону. Муянович розпочала кар'єру у Тузлі, а продовжувала виступати в Італії, Іспанії, Бразилії, США, Хорватії та Угорщині. Під час своєї клубної кар'єри вона виступала за команди, які виграли п'ять національних чемпіонатів національних ліг, чотири загальноєвропейські чемпіонати та титул кубка країни.

## Спортивні досягнення
Муянович виграла срібні медалі зі старшою жіночою збірною Югославії з баскетболу на Літніх Олімпійських іграх 1988 року, Кубку світу 1990 ФІБА та Євробаскет у жінок 1991 року . Пізніше вона грала зі старшою жіночою збірною Боснії з баскетболу. Останню гру з Боснією вона провела у вересні 2007 року.
Вона була обрана до Залу слави ФІБА у 2017 році.
 
1. ↑  Gazzeta Dello Sport
2. ↑  Olympic results
3. ↑  Dream Team, Shaq and Kukoc headline 2017 Class of FIBA Hall of Fame Inductees.